# 熊本主婦殺人事件
熊本主婦殺人事件（くまもとしゅふさつじんじけん）とは、1979年（昭和54年）9月11日、熊本県
球磨郡免田町（現：同郡あさぎり町）で主婦が殺害された事件。
裁判で容疑者の男は無実を主張するも死刑が確定。

## 事件の経過
1979年（昭和54年）9月11日午後2時頃、熊本県球磨郡免田町（現：同郡あさぎり町）の道路を歩いていた主婦（当時21歳）が近くの畑に連れ込まれ、暴行目的で首を締められた末に刃物でメッタ刺しにされ殺害される。
後に男が殺人罪で逮捕、起訴される。

## 裁判
- 1982年（昭和57年）6月14日、熊本地裁八代支部[1]にて一審は無期懲役判決。
- 1983年（昭和58年）3月17日、福岡高裁にて二審は死刑判決。
- 1990年（平成2年）4月13日、最高裁第三小法廷にて男性の上告棄却。死刑が確定。
- 2022年現在、福岡拘置所に収監されている。

## 再審請求
現場付近に血痕のついた草刈り鎌が落ちていたと報道されたが、証拠として申請されなかった。この草刈り鎌が事件に使われた凶器かどうかで、容疑者の自白に重大な疑問が残るとして弁護団は再審請求を行った。
1度目の再審請求
- 1997年3月26日、福岡高裁に再審請求。
- 2000年2月、福岡高裁が再審請求を棄却。
- 2003年3月、最高裁が特別抗告を棄却。

2度目の再審請求
- 2003年5月19日、福岡高裁に再審請求。
- 2004年4月6日、福岡高裁が再審請求を棄却。
- 2006年4月3日、最高裁が特別抗告を棄却。